# Невидимі хвилі
«Невидимі хвилі» — фільм 2006 року.

## Зміст
Кедзі завів роман із коханкою мафіозного ділка. А потім убив жінку за його ж наказом. Герой розуміє, що буде наступним серед тих, кого ліквідують, і намагається сховатися за межами країни. Та довгі руки найманих убивць угруповання знайдуть його всюди, адже він порушив кодекс честі. Кедзі і сам мучиться від усвідомлення того, що порушив норми свого клану, тому подумує про добровільну здачу.